# Aachen Güterbahnhof
Aachen Güterbahnhof, aufgrund seiner Lage an der Moltkestraße auch als Moltkebahnhof bekannt, war ein Güterbahnhof im Süden der Stadt Aachen, der über eine Stichstrecke an die Bahnstrecke Köln-Aachen angeschlossen war. Die Eröffnung des Bahnhofs fand im Jahr 1895 statt; ab Mitte der 1960er-Jahre sank das Güterverkehrsaufkommen, sodass der Güterbahnhof Mitte der 1990er-Jahre geschlossen wurde. Heute befinden sich auf dem Gelände unter anderem ein Park und eine Gesamtschule.

## Geschichte

### Errichtung
Gegen Ende des 19. Jahrhunderts fand eine Umstrukturierung des Schienenverkehrs in Aachen statt, nachdem die einzelnen privaten Bahngesellschaften von den Preußischen Staatseisenbahnen übernommen worden waren. Als eine von mehreren Baumaßnahmen wurde zwischen Aachen Hauptbahnhof und dem Bahnhof Aachen-Rothe Erde an der Bahnstrecke Köln–Aachen der Moltkebahnhof als reiner Güterbahnhof errichtet, um dem steigenden Güterverkehrsaufkommen entgegenzuwirken. Die Anbindung erfolgte über eine Stichstrecke, die teilweise den Bahndamm der Bahnstrecke Köln–Aachen mitbenutzte und nördlich des Bahnsteigs von Aachen-Rothe Erde von dieser Strecke abzweigte. Die Fertigstellung des Güterbahnhofs erfolgte im Jahr 1892, der Anschluss an den Bahnhof Rothe Erde wurde 1894 fertiggestellt. Am 1. April 1895 wurde die zugehörige Betriebsstelle eröffnet.

### Betrieb
Zeitgleich mit Inbetriebnahme des Güterbahnhofs wurden die Gütergleise der Bahnhöfe Marschierthor, Aachen Nord und Templerbend aufgegeben. Doch schon 1910 wurde der neue Bahnhof Aachen West in unmittelbarer Nachbarschaft zum Templerbend eröffnet, der fortan einen großen Teil des Güterverkehrsaufkommens aufnahm, was zu einer geringeren Auslastung des Moltkebahnhofs führte, der selbst wegen seiner innerstädtischen Lage keine Expansionschance hatte. Aufgrund des Zweiten Weltkriegs ruhte der Betrieb am Moltkebahnhof ab April 1944. Durch Luftangriffe entstanden starke Beschädigungen an den Gleisanlagen, sodass die erneute Inbetriebnahme erst am 10. April 1948 erfolgen konnte. In der Nachkriegszeit wurden im Güterbahnhof zahlreiche Rohstoffe für den Wiederaufbau von im Krieg zerstörter Infrastruktur verladen; ein Baustoffhandel bezog mehrere Lagerhallen.
In der Nacht vom 13. auf den 14. September 1958 ereignete sich ein Rangierunfall, bei dem eine Lokomotive der Baureihe 50 einen Prellbock durchbrach und auf die Drimbornstraße stürzte. Lokomotivführer und Heizer verletzten sich beim Abspringen von der Lokomotive leicht, das Fahrzeug wurde noch im selben Jahr ausgemustert.

### Niedergang
Durch die zunehmende Verlagerung von Gütern auf die Straße sank das Güterverkehrsaufkommen zusehends. Der Güterbahnhof wurde zur Abstellung von Lokomotiven und Wagen, aber auch von Straßenfahrzeugen der Bundesbahn verwendet. 1983 wurden Teile der Gleisanlagen demontiert. Im Jahr 1986 verlor der Moltkebahnhof den Bahnhofsstatus; die Gleisanlagen dienten fortan nur noch der Bedienung des Gleisanschlusses des noch immer auf dem Gelände befindlichen Baustoffhandels; für die Übergabefahrten wurden Lokomotiven des Typs Köf III verwendet. Zwischen 1995 und 1997 wurde auch dieser letzte Anschluss stillgelegt. Bis 1999 wurden die meisten Eisenbahnschienen im Bahnhofsbereich vermutlich von Metalldieben entwendet.

### Nachnutzung
Über die Nachnutzung des Geländes wurden ab Mitte der 1980er-Jahre Diskussionen geführt. Eine Bebauung mit Wohnungen, die Erschließung von Gewerbeflächen oder die Umwandlung zu einem Park standen im Raum. Schlussendlich wurde der westliche Teil zur Gewerbefläche deklariert, auf dem Mittelteil eine Gesamtschule errichtet und der östliche Teil mit etwa der Hälfte der Gesamtfläche des ehemaligen Bahnhofs als Bürger- und Jugendpark Moltkebahnhof der Öffentlichkeit zugänglich gemacht.
In den 1990er Jahren wurde im Auftrag der Stadt Aachen vom Ökologie-Zentrum Aachen in Zusammenarbeit mit dem Institut für ökologische Beratung und Landschafts-Planung eine Bestandsaufnahme der Flora der Industriebrache am Moltebahnhof vorgenommen und festgestellt, dass ein Drittel aller im Stadtgebiet Aachens vorkommenden Arten hier zu finden waren. Bedingt durch den hohen Schotteranteil bildete sich auf dem Gelände ein Kleinklima aus, das durch hohe Aufheizung des Oberbodens gekennzeichnet ist. Dadurch kam es zur Entwicklung einer seltenen Ruderalvegetation, wärmeliebenden Sand- und Magerrasens mit typischen Arten, wie Färber-Resede (Reseda luteola), Gelbe Resede (Reseda lutea), Tüpfel-Johanniskraut (Hypericum perforatum) oder Blauer Natterkopf (Echium vulgare). Viele für Ränder von Eisenbahnschienen typische Pflanzen und Neophyten sind auch hier zu finden, wie die Birken (Betula) und Sal-Weiden (Salix caprea), Kleinblütige Königskerze (Verbascum thapsus), Gemeine Nachtkerze (Oenothera biennis), Kanadische Goldrute (Solidago canadensis) sowie Südafrikanisches Greiskraut (Senecio inaequidens).

Bürger- und Jugendpark Moltkebahnhof
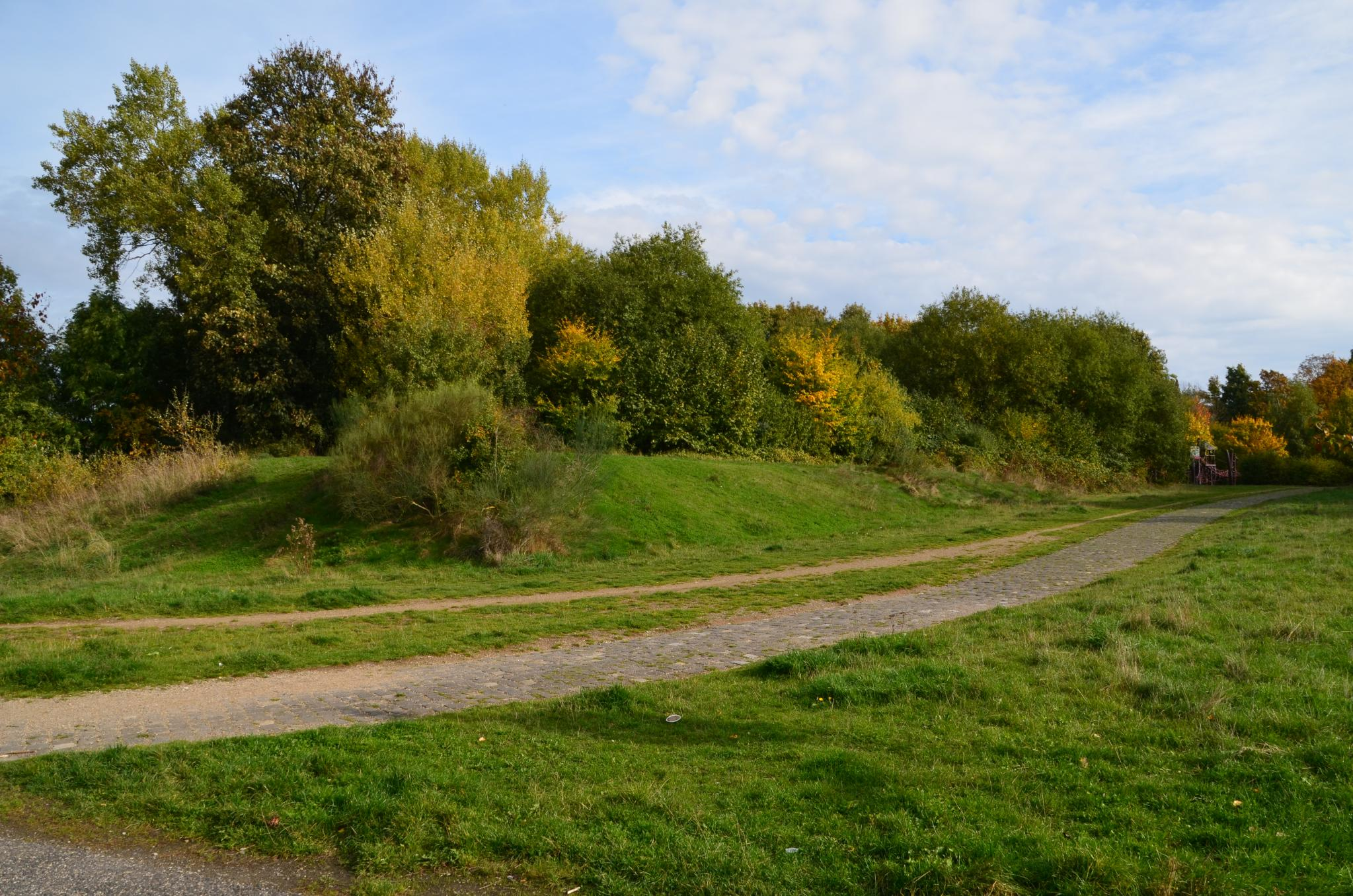
Begrünte Freifläche
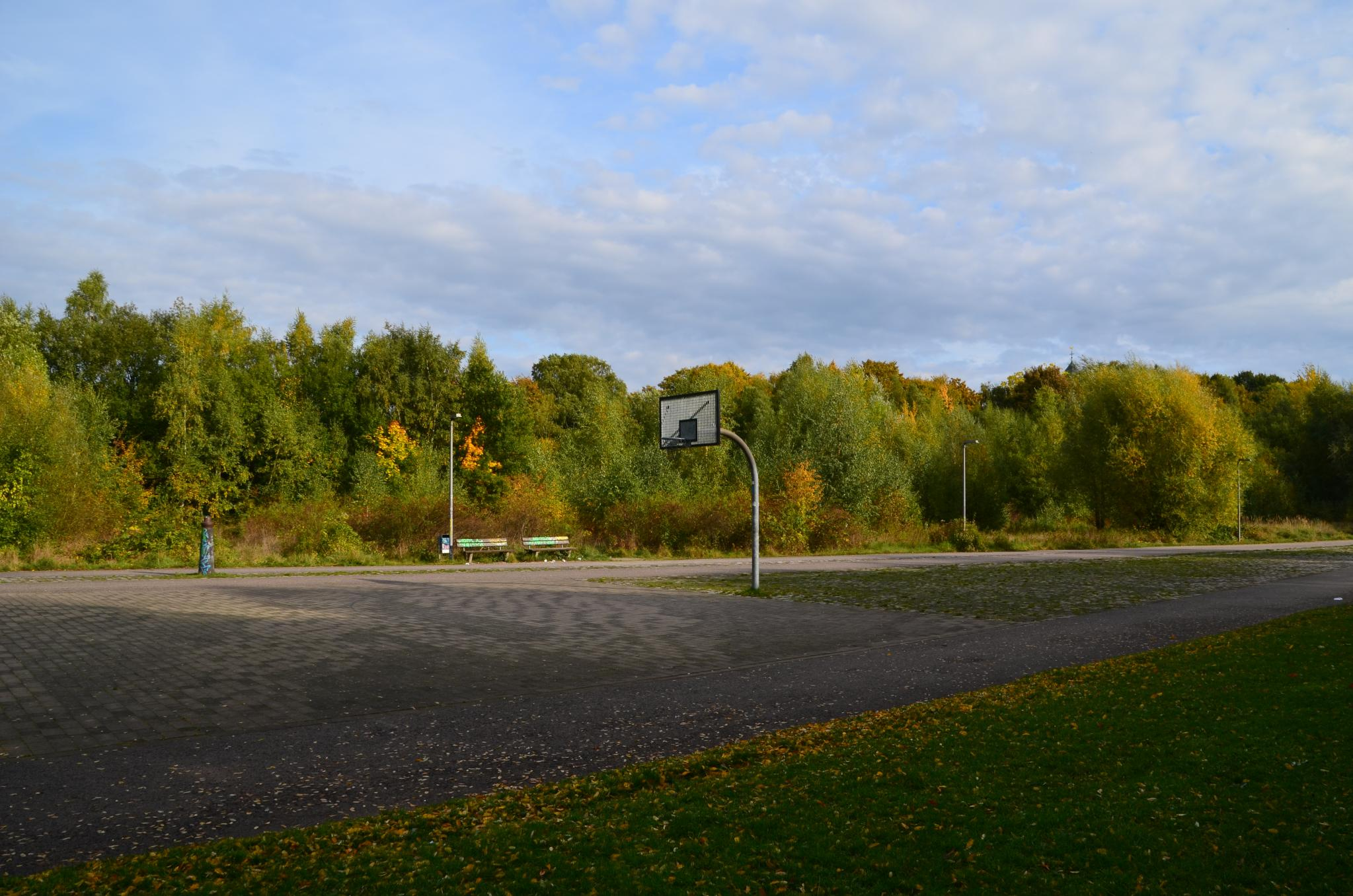
Basketballfeld am Ort der früheren Gleisharfe
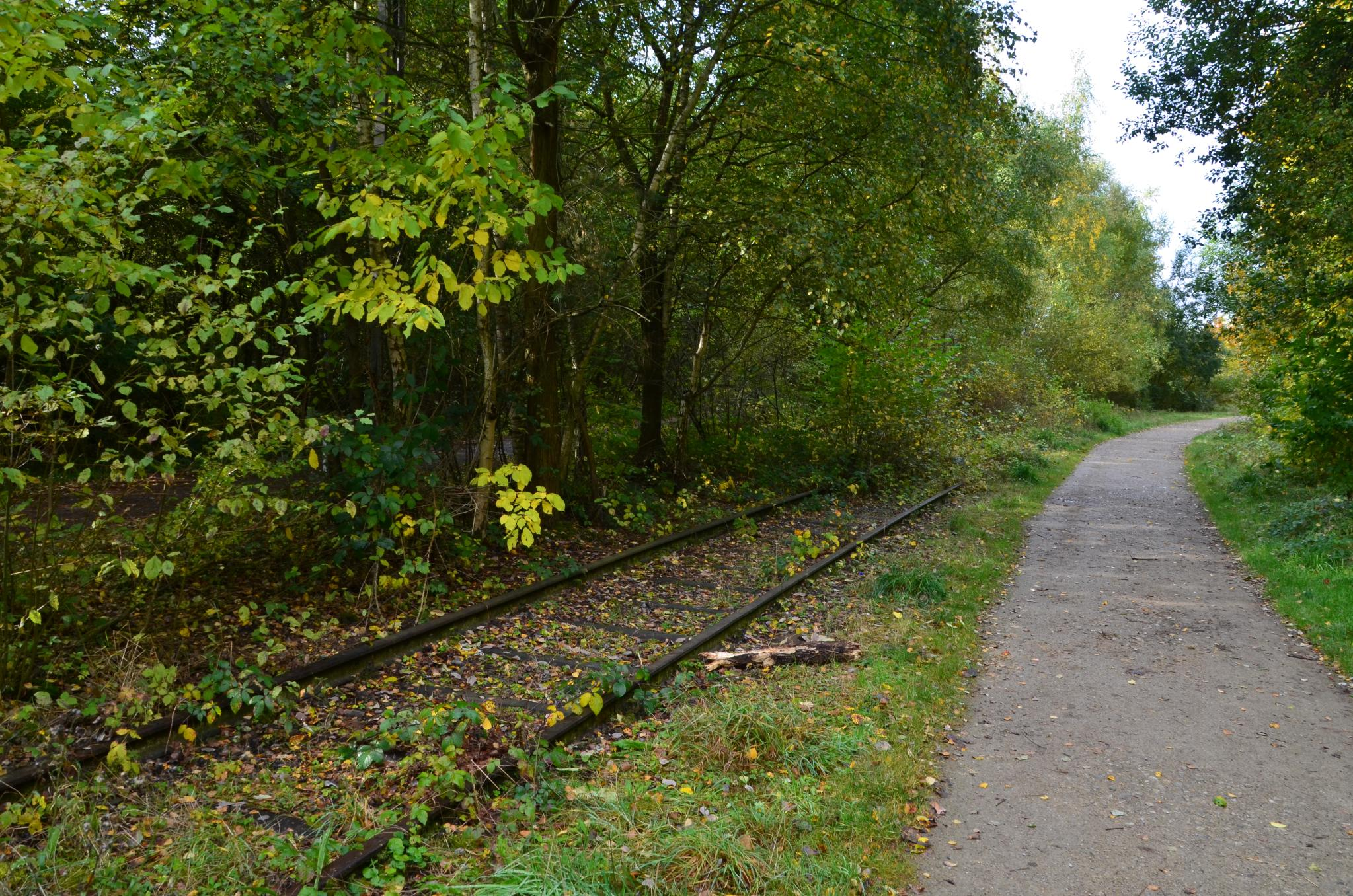
Gleisrest
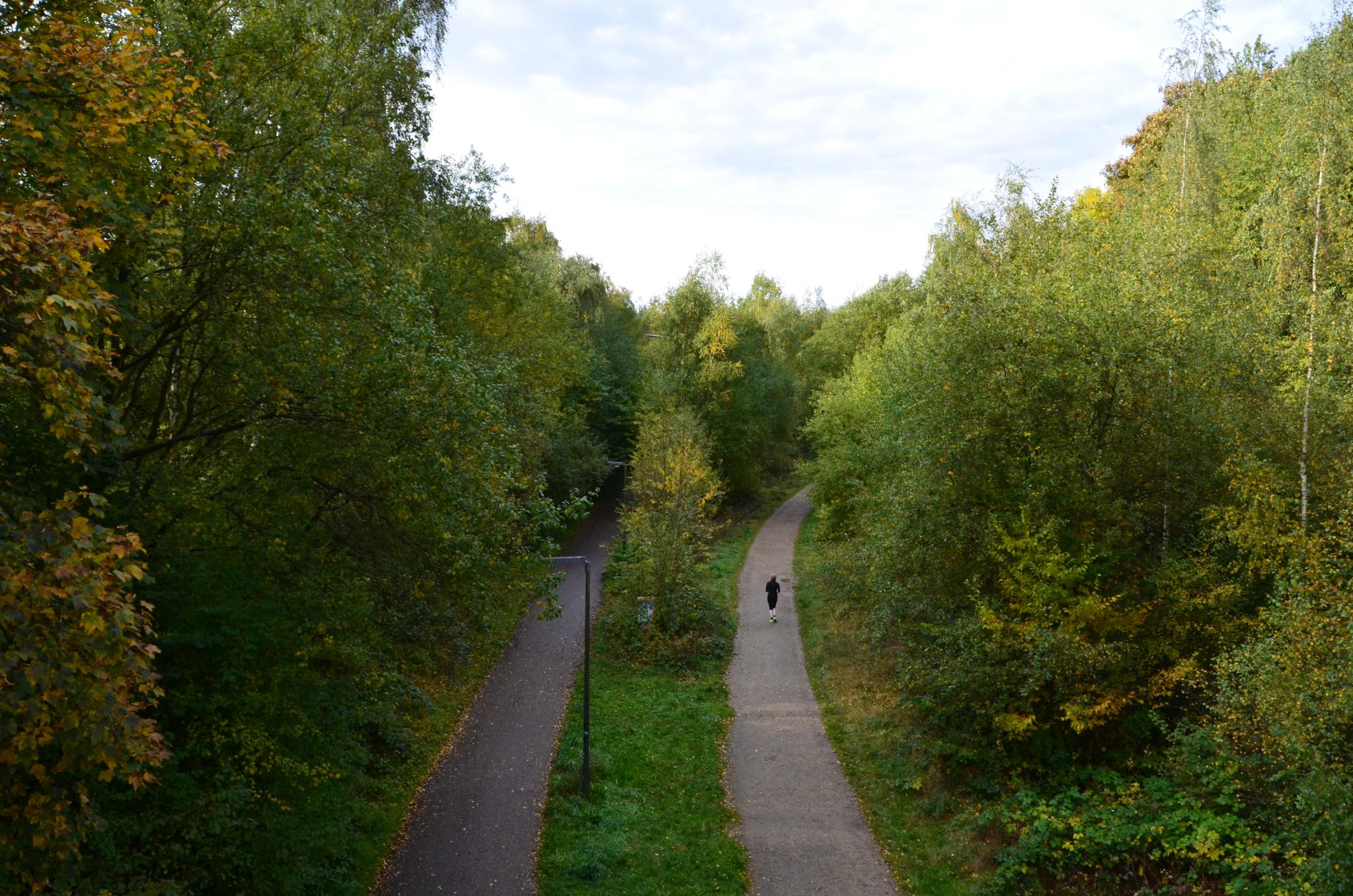
Die Stichstrecke wurde zum Fußweg umfunktioniert

## Ausstattung
Während seiner Betriebszeit besaß der Moltkebahnhof über 15 Gleise, zwischen denen sich mehrere Ladestraßen und Laderampen befanden. Der An- und Abtransport der Güter erfolgte über die westlich gelegene Moltkestraße und einen nördlichen Zufuhrweg. An der Westseite des Moltkebahnhofs sind noch eine Güterhalle mit hinausragenden Dachfenstern sowie ein zweigeschossiges, gemauertes Gebäude zur Güterabfertigung erhalten; diese Gebäude werden vom Baustoffhandel als Lagerfläche genutzt.